# Чемберс, Владимир Яковлевич
Владимир Яковлевич Чемберс (1877 или 1878—ок. 1934) — русский и английский график и театральный художник, член общества «Мир искусства». После 1917 — в Англии.

## Биография
Сын ирландца Джеймса Стивена Чемберса и Елизаветы Мэри Пейдж. Его сестра Чемберс-Билибина, Мария Яковлевна (1874—1962) — русский и английский график, иллюстратор детской книги — первая жена Ивана Билибина (уехала с детьми в Англию в 1914 году).
Учился в Реальном училище К. М. Мая (1894—1898), затем в ЦУТР, Рисовальной школе ОПХ и школе княгини М. К. Тенишевой у И. Е. Репина.
В 1910-е служил хранителем Музея барона А. Л. Штиглица. В марте 1917 вошёл в Комиссию по художественной промышленности и кустарному делу Союза деятелей искусств.
После 1917 уехал в Англию. В 1919 входил в Комитет помощи для сбора средств в пользу жителей освобожденных от большевиков районов России, созданный в Лондоне Русско-Британским братством.

## Творчество
Занимался книжной и журнальной графикой, экслибрисом. Рисовал для сатирических журналов «Шут» (1890-е) и «Адская почта» (1906). Исполнил иллюстрации к книгам «Евгений Онегин» А. С. Пушкина и «Картины по русской истории», серию открыток «Война 1914—1916», виньетки и обложки для художественных изданий.
Работал для театра: оформил фарсы XVI века «Чан» и «Рогач» для Старинного театра (1907), спектакль «Падение дома Эшеров» по Э. По для театра «Лукоморье» (1908—1909) и др.
Участвовал в выставках СРХ (1906—1910) и «Мир искусства» (1911, 1912 и 1916).